# Louis-François Laurin

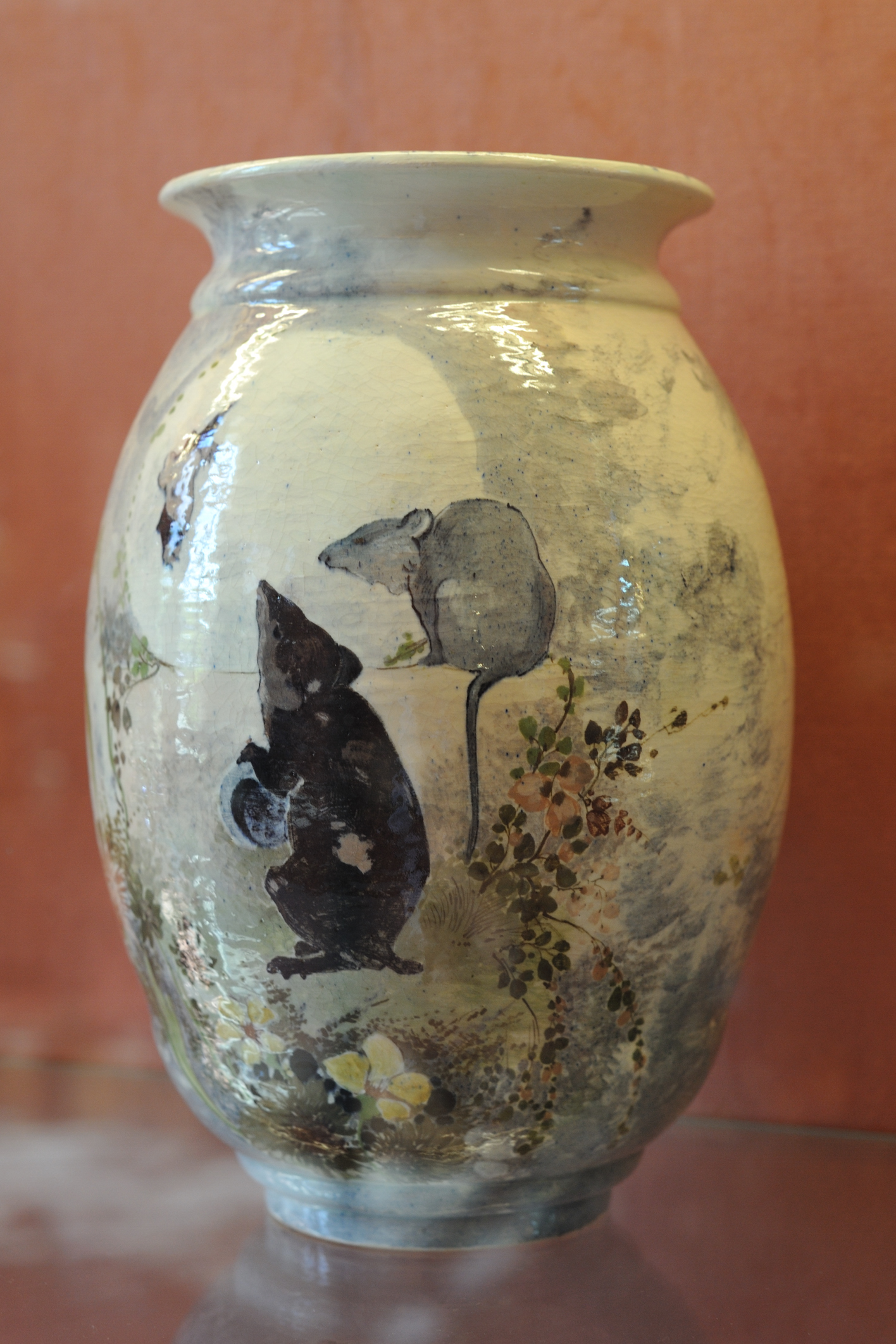
Vase décoré de deux rats, vers 1875, manufacture Laurin, Limoges, musée national Adrien-Dubouché.

Louis-François Laurin est un céramiste français né le 5 janvier 1800 à Antony[réf. souhaitée] et mort le 27 avril 1857.

## Biographie
Entrepreneur en bâtiments de 1834 à 1843, Louis-François Laurin épouse Louise Sophie Florentine Mony, fille de François Guillaume Mony (1781-1844. De leur union naît un fils François qui sera également faïencier. Louis-François Laurin devient  fabricant de faïence le 10 juillet 1842 jusqu'en 1857, en reprenant la manufacture créée par Poussin en 1795, dite Manufacture no 2 à l'enseigne de La Madeleine et sise à l'actuel no 39 avenue du Général-Leclerc à l'angle de la rue Jean-Roger-Thorelle, dont son beau-père François, Guillaume Mony est propriétaire associé depuis 1821, et qui est le demi frère de Barthélémy Carlu. Il a le droit pendant toute la durée de la vie de son beau-père de prendre de la terre franche dans une pièce de terrain de l'autre côté de la rue afin de réaliser sa faïence. Il ne produit que des pièces utilitaires. C'est son fils qui fera de cet endroit le rendez-vous des artistes en vogue de son temps.
Conseiller municipal de 1831 à 1851, il murt le 19 mai 1901 dans sa maison de Bourg-la-Reine qu'il a décorée de faïences et qui existe encore au 2, rue André-Theuriet, dont la façade est ornée d'une frise d'Édouard Paul Mérite. Elle comporte plusieurs cheminées ornées de frises de faïences. On y trouve toujours deux grands médaillons à décor de fleurs qui devaient à l'origine orner la façade.

## Collections publiques
- Bourg-la-Reine, Maison Dalpayrat.
- Sceaux, musée du Domaine départemental de Sceaux.